# 박인규
박인규 (1956년 2월 16일~)는 대한민국의 프레시안 이사장이다.

## 학력
- 서울대학교 해양학 학사

## 경력
- 프레시안 발행인, 편집인
- 2013 ~ : 프레시안 이사장
- 2003.01 ~ 2013 : 프레시안 대표이사 사장
- 2001.09 : 프레시안 편집국장
- 2001.04 : 경향신문 편집국 편집위원
- 2001 : 경향신문 편집국 미디어팀 팀장
- 2001 : 경향신문 편집국 미디어팀 팀장, 경향신문 편집국 편집위원
- 2000 : 경향신문 편집국 부장
- 1998 : 경향신문 국제부 차장
- 1995 : 경향신문 워싱턴 특파원
- 1983 : 경향신문 입사
- 1979 : 서울대학교 해양학과 졸업

## 과거 라디오
- KBS 제1라디오 : 박인규의 집중인터뷰